# Condamine River
Pour les articles homonymes, voir Condamine.
La Condamine River est une rivière du bassin Murray-Darling, qui draine la partie nord des Darling Downs, une région du sud-est du Queensland en Australie. C'est un sous-affluent du Murray par la Darling, la Barwon et la Balonne River.

## Géographie
Il prend sa source sur les flancs du mont Superbus le point culminant du sud-est du Queensland et bien que prenant sa source à moins de 100 kilomètres de l'océan Pacifique, il se jette dans la Balonne River après un parcours de 657 kilomètres
Il coule d'abord vers le nord puis vers l'ouest, traverse les villes de Killarney et Warwick où il reçoit son affluent, la Gowrie Creek qui draine les pentes de la région de Toowoomba.
Environ 50 kilomètres au sud de Roma, il s'oriente vers le sud-ouest et prend le nom de Balonne River et traverse les villes de St George, Dirranbandi et Surat. C'est dans cette région que la Bungil Creek rejoint la Balonne.
La "Balonne River" rejoint enduite la "Barwon River" pour devenir la rivière Darling qui se jettera ensuite dans le  Murray pour finir dans l'océan Indien près d'Adélaîde.
En période de sècheresse, la "Condamine River" se réduit à de petites mares.

## Étymologie
La "Condamine" a été appelée ainsi par Allan Cunningham en 1827 en l'honneur de "T. De La Condamine", l'aide-de-camp du gouverneur Ralph Darling.

## Histoire
Patrick Leslie fut le premier colon européen de la région. Il s'installa à Canning Downs près de Warwick en 1940.